# Kjell Hallbing
Kjell Hallbing (Bærum, 5 novembre 1934 – Tønsberg, 6 maggio 2004) è stato uno scrittore norvegese di romanzi western.

## Biografia
Sotto lo pseudonimo Louis Masterson scrisse una serie di romanzi sulla vita del fittizio Ranger Texano (successivamente un U.S. Marshal) Morgan Kane tra il 1966 e il 1978.

Gli ottantatré libri su Morgan Kane hanno venduto più di venti milioni di copie in tutto il mondo. Hallbing scrisse anche una serie di nove libri conosciuta come i libri di Diablo and Diablito.
Agli inizi della sua carriera, Hallbing utilizzò gli pseudonimi Ward Cameron, Leo Manning, Lee Morgan e Colin Hawkins. Il suo romanzo d'esordio, Ubåt-kontakt, fu pubblicato nel 1961, firmato con il suo vero nome. Nello stesso anno pubblicò il suo primo libro ambientato nel vecchio west, Portrett av en revolvermann (Ritratto di un pistolero).
Inoltre, Kjell Hallbing fu un appassionato collezionista di armi, tanto che, al momento della sua morte, la sua collezione venne valutata una delle più grandi collezioni private di armi in Norvegia. Possedeva anche una piccola casa a Bolkesjø, luogo in cui scrisse la maggior parte dei libri della serie di Morgan Kane.
Altri “eroi” di cui scrisse Hallbing/Masterson sono Jesse Rawlins, Owen Metzgar e Clay Allison.
Prima del 1969, quando iniziò la carriera di scrittore a tutti gli effetti, Hallbing lavorò come impiegato bancario.